# Regeringsformatie België 2007
Na de verkiezingen voor het federale parlement in België op 10 juni 2007 ging de formatie van een nieuwe federale regering van start. Na de eerste verkenningen door informateur Didier Reynders en koninklijk bemiddelaar Jean-Luc Dehaene werd Yves Leterme tot formateur benoemd. Na moeizame onderhandelingen gaf deze zijn opdracht eind augustus terug aan koning Albert, die daarop een nieuwe verkenner aanduidde: Herman Van Rompuy. Vanaf 29 september was Leterme opnieuw formateur. Op zaterdag 1 december bood hij opnieuw zijn ontslag aan bij de Koning, die het ontslag aanvaardde.
Dit was toen de langstdurende formatie ooit in België, ze duurde 194 dagen. Het vorige record van 148 dagen stond op naam van de formatie die de regering-Martens VIII in 1988 inluidde.

## Mogelijke coalities
Op basis van de verkiezingsuitslag werd de bestaande paarse coalitie tussen VLD, sp.a, MR en PS gebroken en waren er volgende combinaties mogelijk:
| CD&V/N-VA, Open Vld         | cdH, MR        | 81  | communautair tegengestelde belangen.                                                                             |
| CD&V/N-VA, Open Vld, sp.a   | cdH, MR, PS    | 115 | Communautair tegengestelde belangen, animositeit tussen MR en PS, sp.a wenst geen deel uit te maken van coalitie |
| CD&V/N-VA, Open Vld, Groen! | cdH, MR, Ecolo | 93  | Communautair tegengestelde belangen, Ecolo stelt veto tegen regeringsdeelname van N-VA                           |

Al snel werd duidelijk dat de beide socialistische partijen, die zowel in Vlaanderen als Wallonië de verkiezingen hadden verloren, opteerden voor een oppositierol. Vanaf dat ogenblik werd de oranje-blauwe coalitie van christelijke en liberale partijen, eventueel aangevuld met de groene partijen, de enige werkbare meerderheid.
Een bijkomend probleem was de kartelpositie van N-VA. Zij bezette namelijk vijf zetels van de oranje-blauwe coalitie. Als de kamerleden Herman Van Rompuy, Jo Vandeurzen of Hendrik Bogaert van CD&V lid zouden worden van de regering dan werden zij elk opgevolgd door een N-VA'er, waardoor er waarschijnlijk 7 of 8 N-VA'ers in de kamer zouden komen. Dit betekent dat er zonder N-VA geen meerderheid meer zou zijn (slechts 73 of 74 zetels van de 150), waardoor zij de regering zou kunnen "gijzelen".

## Verloop van de formatie

### Informateur Didier Reynders (13 juni - 4 juli 2007)

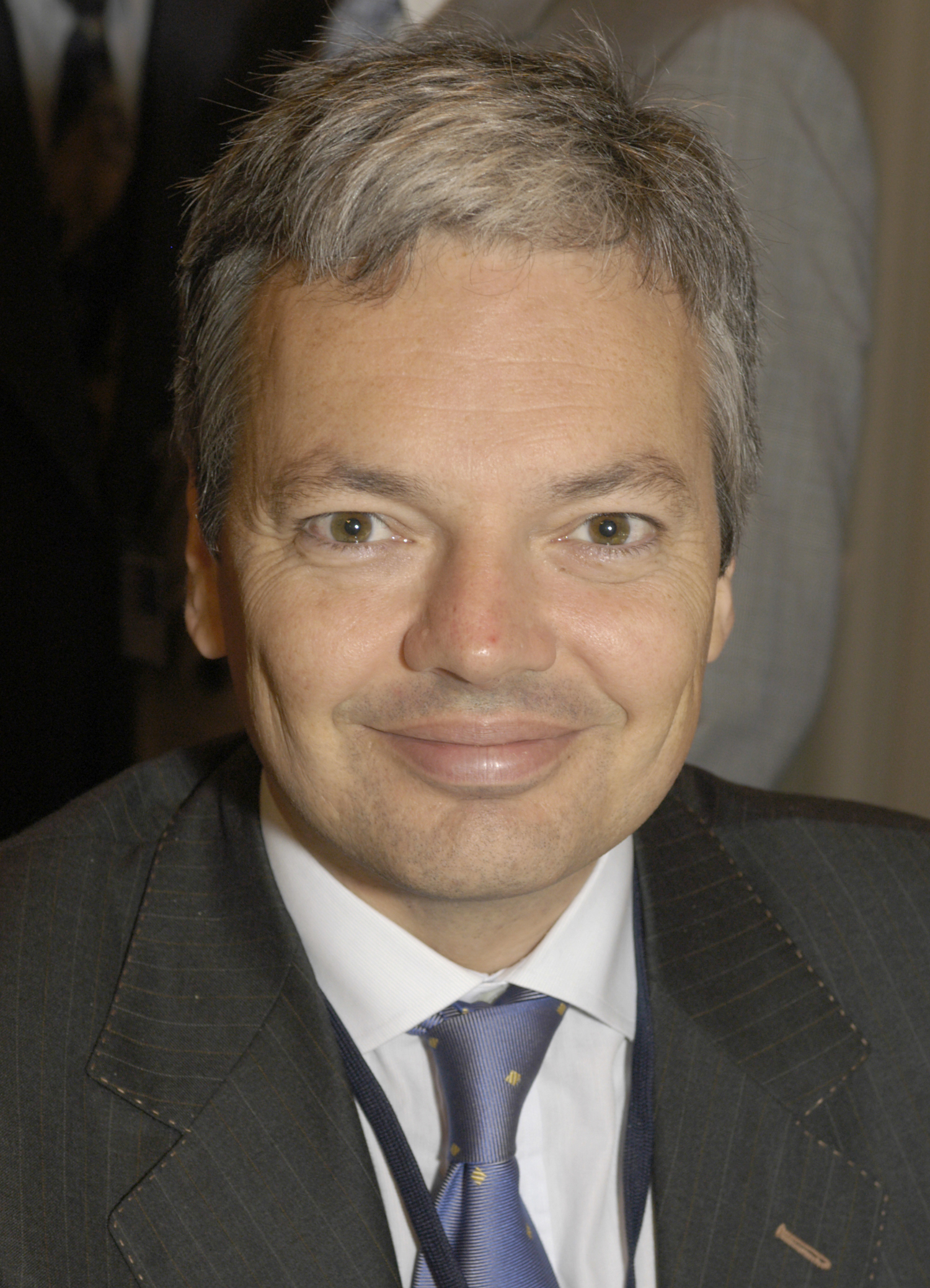
Didier Reynders.

De federale verkiezingen van 10 juni 2007 werden aan Vlaamse kant gewonnen door het kartel CD&V/N-VA, terwijl aan Franstalige kant het kartel MR/FDF de grootste werd.  De verkiezingscampagne werd gekenmerkt door een pleidooi voor een nieuwe staatshervorming en de communautaire spanningen rond de splitsing van kieskring Brussel-Halle-Vilvoorde, twee speerpunten in het kiesprogramma van CD&V/N-VA.
Na de verkiezingen ontving koning Albert II de voorzitters van alle partijen die verkozenen hadden in het parlement, op de rechts-radicale partijen Vlaams Blok en Front Nationale na. Op 13 juni 2007 werd Didier Reynders, de voorzitter van MR, zoals algemeen verwacht aangesteld tot informateur. Zijn taak bestond erin het terrein te verkennen, waar mogelijk te ontmijnen en gesprekken te voeren met diverse personen uit de politieke, sociale, culturele en economische sector.
Reynders hield uitgebreide consultaties en ontving meer dan 200 personen. Daaronder zaten de uittredende voorzitters van Kamer en Senaat (respectievelijk Herman De Croo (Open Vld) en Anne-Marie Lizin (PS)), ontslagnemend eerste minister Guy Verhofstadt, de gouverneur van de Nationale Bank, de partijvoorzitters en vertegenwoordigers van organisaties die werkten rond duurzame ontwikkeling, gezondheid, mobiliteit, energie, veiligheid en andere domeinen.
Op 18 juni 2007 ontving Reynders voor het eerst de partijvoorzitters van de onderhandelende oranje-blauwe partijen (CD&V/N-VA, MR/FDF, Open Vld en cdH) . Meteen werd duidelijk dat de Vlaamse en Waalse partijen vooral op communautair vlak tegengestelde eisen hadden. Zo verklaarde cdH-voorzitster Joëlle Milquet dat voor haar een staatshervorming onbespreekbaar is.
De rest van de maand juni ging Reynders door met verkennende gesprekken. Gedoodverfd formateur Yves Leterme (CD&V) herhaalde dat er geen regeerakkoord kon komen zonder een verregaande staatshervorming.
Op 4 juli 2007 legde Reynders zijn informateursnota voor aan de koning, nadat hij op 20 juni al tussentijds verslag had uitgebracht. In zijn rapport gaf hij duidelijkheid over de budgettaire en financieel-economische toestand van België en stelde hij een reeks aanbevelingen op. Op institutioneel vlak beperkte hij zich tot in het kaart brengen van de Grondwetsartikelen die door de Kamer en Senaat aan het einde van de vorige legislatuur ter herziening vatbaar werden verklaard. CD&V/N-VA liet meteen blijken niet tevreden te zijn met het resultaat en drong aan op de aanstelling van een bemiddelaar.

### Koninklijk bemiddelaar Jean-Luc Dehaene (5 juli - 15 juli 2007)

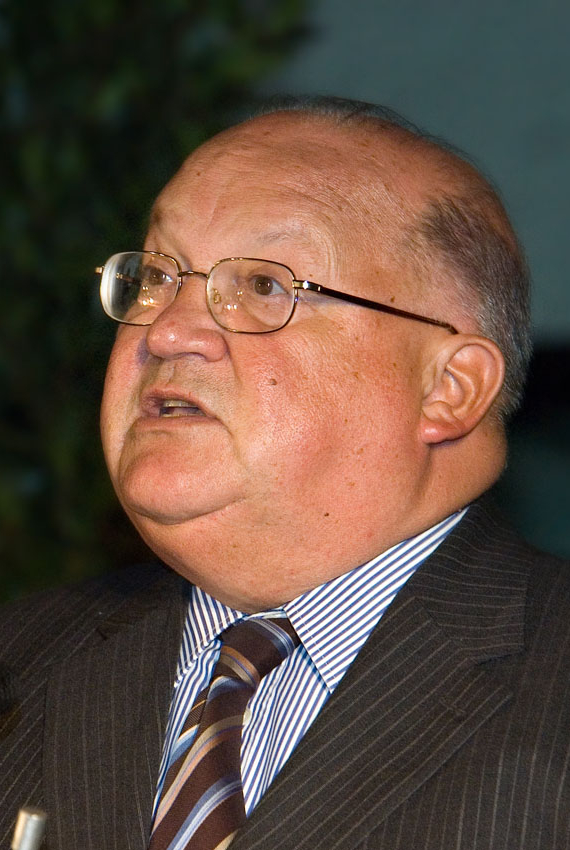
Jean-Luc Dehaene.

De volgende dag werd oud-premier Jean-Luc Dehaene (CD&V) aangeduid als koninklijk bemiddelaar. Hij werd niet belast met de vorming van een regering of met het onderhandelen van een regeerakkoord, maar moest de partijen vooral op communautair vlak dichter bij elkaar brengen.
Dehaene voerde verkennende gesprekken, maar kon geen oplossing vinden voor de communautaire verzuchtingen van de Vlaamse partijen. Op 15 juli 2007 gaf hij er vroeger dan verwacht de brui aan. Hij stelde dat alleen een oranje-blauwe coalitie mogelijk was en dat de vier partijen bereid waren om samen onderhandelingen aan te vatten. Dezelfde dag nog werd Yves Leterme, boegbeeld van CD&V bij de verkiezingen en voormalig Vlaams minister-president, officieel benoemd tot formateur.

### Formateur Yves Leterme (15 juli - 23 augustus 2007)

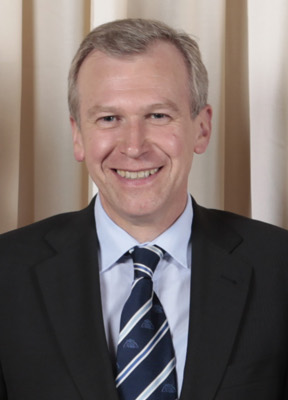
Yves Leterme.

Leterme opende zijn formatieopdracht door de volgende dag alle onderhandelende partijvoorzitters uit te nodigen op Hertoginnedal, het Brusselse kasteel waar in België traditioneel de regeringsonderhandelingen plaatsvinden. Leterme begon te schrijven aan zijn formateursnota.
Op 21 juli 2007, de nationale feestdag van België, vroeg een journalist van de Franstalige openbare omroep aan Leterme of hij de Brabançonne kent. Yves Leterme zong de Marseillaise, het Franse volkslied, in plaats van het Belgische. Het was onduidelijk of dit als grap bedoeld was. De Franstalige media reageerden verbolgen. Yves Leterme verklaarde nadien zich door hen geviseerd te voelen. Op Hertoginnedal gingen de onderhandelingen ondertussen verder, maar van een doorbraak op communautair vlak was geen sprake. Op 22 juli overhandigde de formateur aan de onderhandelende partijen een eerste nota die moest toelaten om de onderhandelingen aan te vatten, waarin het institutionele slechts zijdelings aan bod kwam. Wel werd vermeld dat de toekomstige regering een grote bijdrage zou moeten leveren aan de hervorming van de staat en de regering het debat zou openen over een aanpassing van het kiesstelsel, in het bijzonder de stemplicht, de opvolgers op de kieslijsten, de electorale kalender en de kieskring Brussel-Halle-Vilvoorde. Buiten CD&V/N-VA reageren de andere partijen evenwel weinig enthousiast op de voorlopige nota van Leterme.
Niettemin gingen de onderhandelingen verder en werd langzaam vooruitgang geboekt. Zo stemden de partijen op 26 juli in met een fiscale hervorming. Ook werden er akkoorden gesloten over de begroting en over het langer open houden van de kerncentrales. Op 30 juli stelde Leterme twee werkgroepen samen die de institutionele onderhandelingen moesten aanvatten. De ene werkgroep moest zich buigen over de splitsing van het juridische arrondissement Brussel-Halle-Vilvoorde, de tweede moest bekijken welke hervormingen doorgevoerd konden worden waarvoor geen tweederdemeerderheid nodig was. Een oranje-blauwe coalitie beschikte namelijk niet dergelijke meerderheid in het parlement. De volgende dag legde Leterme aan de partijen een lijst voor van dertien punten waar de bevoegdheden van de gewesten en gemeenschappen versterkt konden worden zonder dat er een tweederdemeerderheid nodig was. Voor sommige Vlaamse onderhandelaars was deze lijst ontoereikend, terwijl ze voor de Franstalige onderhandelaars te ver ging.
Op woensdag 8 augustus 2007 lekte de tweede versie van de formateursnota van Leterme uit. Reynders en Milquet waren niet te spreken over de inhoud hiervan. De sfeer aan de onderhandelingstafel leek grimmiger te worden. Toen Milquet de volgende dag naar Zuid-Frankrijk vertrok om haar zieke zoon te bezoeken en ze meteen moest terugkeren omdat er een extra vergadering is gepland, werd zij ervan verdacht de onderhandeling moedwillig te willen vertragen.
De onderhandelingen gingen verder en op 14 augustus 2007 overhandigde Leterme de communautaire eisenbundel van de Vlaamse partijen aan MR en cdH. Dit was een uitgebreide versie van de dertienpuntenlijst die Leterme eerder aan de onderhandelaars had voorgelegd en voor sommige zaken was tevens een tweederdemeerderheid vereist. Op 16 augustus kwamen de Waalse partijen met een tegenvoorstel: in ruil voor de splitsing van het arrondissement Brussel-Halle-Vilvoorde en homogene bevoegdheidspakketten wilden ze de uitbreiding van het Brussels gewest en een referendum in de faciliteitengemeenten. De Vlaamse onderhandelaars reageerden verbolgen. De formatiebesprekingen leken volledig vast te zitten. De volgende dag haalde formateur Leterme stevig uit naar de Franstalige partijen: hij stelde dat zij het Belgisch evenwicht onderuit halen met hun onaanvaardbare eisen. Vervolgens vroeg hij de koning op te treden als bemiddelaar. Op 18 augustus besloot koning Albert II de onderhandelingen voorlopig op te schorten, zonder Leterme van zijn opdracht te ontheven.
Op 20 augustus 2007 stelde Reynders een ultimatum: hij gaf de formateur vier dagen de tijd om de onderhandelingen terug op gang te trekken. Ondertussen werd in de Vlaamse media Joëlle Milquet aangewezen als reden voor de mislukking. Ze kreeg de bijnaam Madame Non, omdat ze op geen enkele Vlaamse eis leek te willen ingaan. In een poging om een doorbraak te forceren probeerde Leterme de Franstalige partijen te overtuigen om in het regeerakkoord bepaalde institutionele voorstellen op te nemen waarvoor een tweederdemeerderheid nodig was, ook al beschikte een oranje-blauwe coalitie daar niet over. CdH was tegen dit voorstel en achtte het onmogelijk om dergelijke overeenkomst te onderhandelen voor een regeerakkoord was gesloten, omdat bij de uitvoering daarvan oppositiepartijen nodig waren. Op 22 augustus 2007 kwam er een ultieme nachtelijke vergadering in het kantoor van Kamervoorzitter Herman Van Rompuy. Rond halfvijf gingen de partijvoorzitters uiteen zonder resultaat. De volgende dag bood Leterme zijn ontslag als formateur aan bij de koning. De volgende dag vroeg die Didier Reynders op zoek te gaan naar een bemiddelaar. Er werd gedacht aan een duo, Raymond Langendries (cdH) en Herman De Croo (Open Vld), maar beide bleken onaanvaardbaar voor de partijen die rond de tafel zaten.
Op 27 augustus 2007 riep koning Albert voor het eerst sinds de onafhankelijkheidsverklaring van Kongo in 1960 zijn Ministers van Staat bij zich om zich te beraden over de formatiecrisis, een zeer ongebruikelijke actie die de totale impasse aan de onderhandelingstafel illustreerde. Een fotograaf slaagde erin een nota van Dehaene te fotograferen met mogelijke oplossingen. Daarop stonden onder andere het voorstel om de staatshervorming buiten de regeringsvorming te houden. Brussel-Halle-Vilvoorde zou wel in het regeerakkoord moeten komen.

### Koninklijk verkenner Herman Van Rompuy (29 augustus - 29 september 2007)

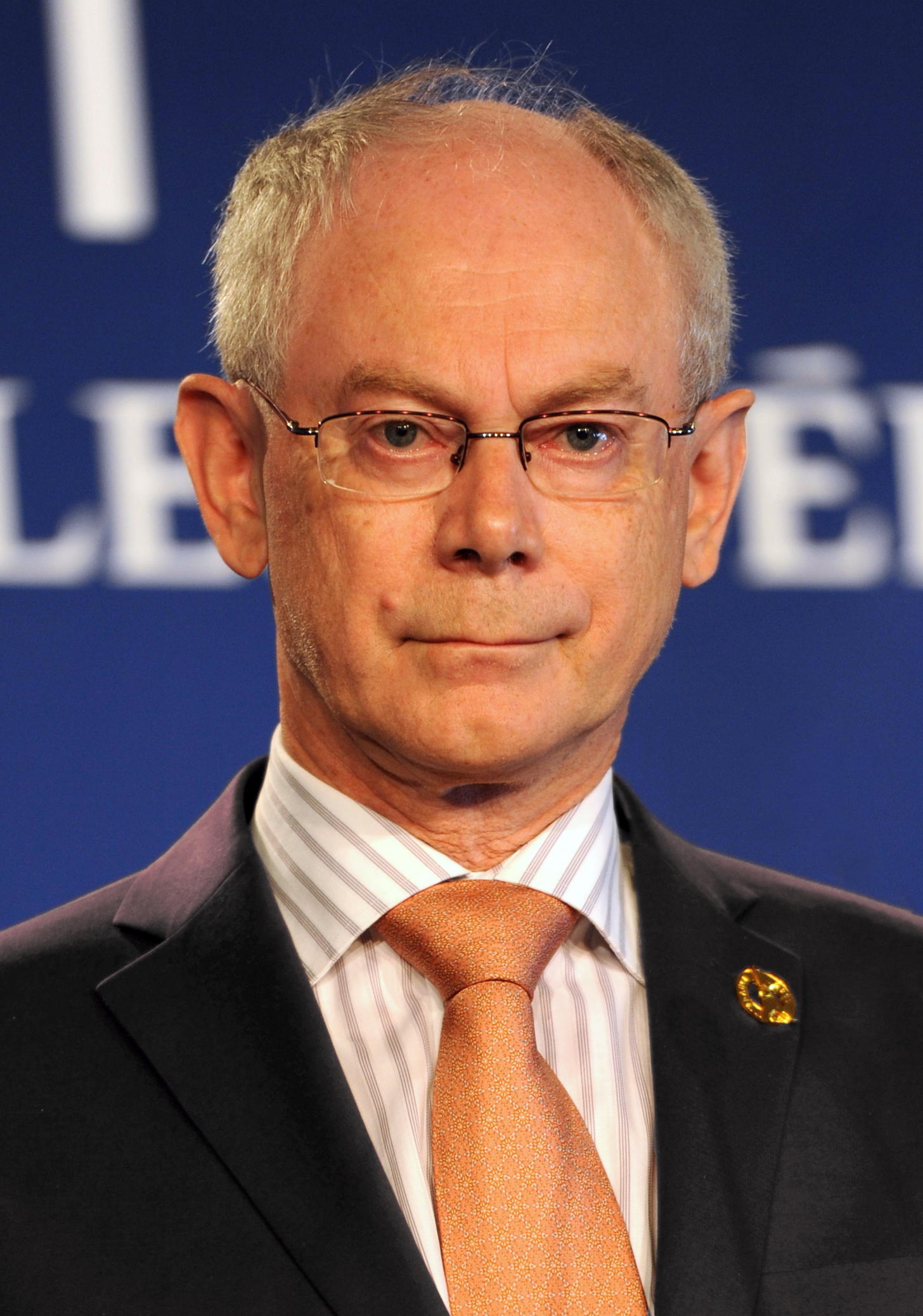
Herman Van Rompuy.

Op 29 augustus werd Kamervoorzitter Herman Van Rompuy aangesteld als verkenner. Hij moest trachten de tegenstellingen weg te werken zodat de oranje-blauwe partijen terug aan de tafel konden. Al snel werd duidelijk dat Van Rompuy zeer discreet te werk ging. Hij gaf geen interviews en ging vooral telefonisch te werk. Voor het eerst leek er ook in Wallonië enthousiasme te ontstaan over deze werkwijze en de crisis leek wat te bekoelen. Van Rompuy probeerde de ecologische partijen Groen! en Ecolo bij de onderhandelingen te betrekken, zodat de toekomstige regering eventueel uitgebreid konden met deze partijen, maar op 3 september maakte Ecolo duidelijk dat ze niet met de Vlaams-nationalistische N-VA wilde onderhandelen.
Op 12 september 2007 kwam Leterme weer in opspraak in de Franstalige media door een interview dat hij gaf aan het Ketnet-jeugdjournaal, waarin hij stelde dat extra geld voor het Franstalig onderwijs misschien een oplossing kon zijn voor de formatiecrisis. Dit voorstel vond geen steun bij de Franstalige partijen en Milquet verklaarde dat Leterme beter geen interviews meer zou geven. Ondertussen toonden verscheidene peilingen aan dat de onafhankelijkheidsgedachte in Vlaanderen aan steun wonnen. Ook buitenlandse media berichtten over een mogelijk einde van België. Een voorstel van Vlaams-Belang in het Vlaams Parlement om een referendum te organiseren over de Vlaamse onafhankelijkheid vond geen steun.
Op 25 september leek Van Rompuy er in te slagen om de vier oranje-blauwe partijen overeenstemming te laten vinden over de staatshervorming. Eerst zou er een regering met een gewone meerderheid worden gevormd, die binnen de drie maanden een oplossing moest vinden voor de kwestie Brussel-Halle-Vilvoorde en tegelijkertijd tweederdemeerderheden moest zoeken om bevoegdheden te kunnen overdragen aan de deelstaten. Vervolgens moest een raad van wijzen tegen 2009 een communautair akkoord onderhandelen. Het kartel CD&V/N-VA weigerde het akkoord echter in deze vorm te onderschrijven, omdat ze de tekst incompleet vonden. Ook weigerden de twee partijen akkoord te gaan met het voorstel van Van Rompuy om  de regering een wetsvoorstel over BHV te laten indienen. In hun ogen moest de Kamer zich verder buigen over het wetsvoorstel omtrent deze kwestie dat verschillende parlementsleden in juli 2007 hadden ingediend.
Op 29 september 2007 werd Van Rompuy op eigen verzoek ontheven van zijn taken als verkenner. Hij had naar eigen zeggen genoeg convergenties gevonden die het mogelijk moesten maken om de onderhandelingen te hervatten onder leiding van een formateur.

### Formateur Yves Leterme (29 september - 1 december 2007)
Dezelfde dag nog werd Yves Leterme opnieuw aangesteld als formateur. Hij verklaarde zoveel mogelijk partiële akkoorden te willen sluiten vooraleer hij de institutionele dossiers wilde aansnijden. Dit lukte ook, zo werden deelakkoorden bereikt op het vlak van buitenlandse politiek, migratie, Europees beleid, ontwikkelingssamenwerking, internationale veiligheid, defensie, gezondheidszorg en milieu. Op 25 oktober stelde Leterme aan de onderhandelaars zijn sociaal-economische plannen voor, die door de liberale partijen MR en Open Vld werden afgeschoten. De sfeer aan de onderhandelingstafel verbeterde echter niet en verschillende partijen hadden kritiek op zijn manier van onderhandelen. Ondertussen ging de Kamercommissie Binnenlandse Zaken de behandeling van de wetsvoorstellen rond BHV verder. Omdat het wetsvoorstel enkel rekening hield met de Vlaamse eisen en geen compensaties voor de Franstaligen voorzag, zou de goedkeuring ervan elk communautair compromis onmogelijk maken. Daarom wilden de partijvoorzitters een onderhandelde oplossing bereiken voor de stemming in de commissie zou plaatsvinden. Zo verklaarde MR-voorzitter Didier Reynders zich bereid om de splitsing van BHV te aanvaarden, op voorwaarde dat er een federale kieskring werd ingevoerd, bepaalde bevoegdheden opnieuw naar het federaal niveau werden gebracht, de financiering van Brussel werd verhoogd en de Franse Gemeenschap het recht zou krijgen om buiten haar gebied op te treden en dan met name in de faciliteitengemeenten. Van een uitbreiding van het Brussels Hoofdstedelijk Gewest was geen sprake meer. Het voorstel van Reynders stootte echter op een veto van CD&V/N-VA, die niet wilden weten van een federale kieskring.
Op 28 oktober stelden de leiders van de liberale en christendemocratische partijen de onderhandelaars een ultimatum. Als op 7 november geen grote vooruitgang was geboekt, kwam er geen oranje-blauwe regering. Op 6 november werd het record uit 1988, toen men 148 dagen nodig had om een nieuwe regering te vormen, gebroken. Op 6 november, een dag voor het wetsvoorstel rond de splitsing van BHV ter stemming zou worden gebracht in de Kamercommissie Binnenlandse Zaken, probeerde Leterme nog een onderhandeld akkoord over de kwestie uit de brand te slepen, maar dat mislukte. Bij de stemming de dag nadien keurden de Vlaamse parlementsleden in de commissie eenzijdig het voorstel goed, terwijl de stemming door de Franstaligen werd geboycot. Hierdoor verdween BHV weliswaar voor lange tijd van de onderhandelingstafel, maar laaiden de communautaire spanningen opnieuw op. Om te vermijden dat het wetsvoorstel ook in de plenaire vergadering van de Kamer zou worden gestemd, diende het Parlement van de Franse Gemeenschap een belangenconflict in. Hierdoor werd de verdere behandeling van het gestemde wetsvoorstel voor 60 dagen opgeschort, een periode waarbinnen de betrokken parlementen, in dit geval de Kamer en het Parlement van Franse Gemeenschap, een oplossing moesten zien te vinden. Indien dat niet lukte kreeg het Overlegcomité van de verschillende Belgische regeringen 30 dagen de tijd om zich over een oplossing buigen. Later zouden ook het Parlement francophone bruxellois, het Waals Parlement en het Parlement van de Duitstalige Gemeenschap belangenconflicten indienen. Uiteindelijk zou de verdere behandeling van het parlementaire wetsvoorstel nooit plaatshebben.

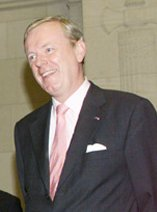
Senaatsvoorzitter Armand De Decker.

Op 8 november bracht Leterme tussentijds verslag uit bij de koning. Omdat de onderhandelingen muurvast zaten, startte Albert II overleg met de partijvoorzitters van enkele partijen. De voorzitters van N-VA, FDF, Lijst Dedecker en Vlaams Belang werden niet uitgenodigd. De koning besliste om de voorzitters van Kamer en Senaat, respectievelijk Herman Van Rompuy en Armand De Decker (MR), te belasten met de oprichting van een raad van wijzen of conventie voor de hervorming van de staat, die zich over institutionele luik van het regeerakkoord moest buigen en waarbij ook andere partijen dan de oranje-blauwe partijen zouden worden betrokken. Leterme zelf diende als formateur zo snel mogelijk een regering op de been te brengen. Het koninklijke initiatief loste de geblokkeerde situatie echter niet op; het kartel CD&V/N-VA herhaalde zijn wens om met de vier oranje-blauwe partijen een staatshervorming te onderhandelen, ook als voor sommige zaken een tweederdemeerderheid nodig was, zonder de vorming van de regering afhankelijk te stellen van de zoektocht naar die meerderheid. Dit ontlokte Armand De Decker op 14 november de uitspraak dat het kartel CD&V/N-VA aan de basis van de crisis lag, wat hem op veel kritiek kwam te staan. Kamervoorzitter Van Rompuy distantieerde zich onmiddellijk van deze uitspraak.
Diezelfde dag bevestigde Vlaams minister Marino Keulen dat de Franstalige burgemeesters van vier faciliteitengemeenten in de rand rond Brussel niet benoemd zouden worden wegens het niet naleven van de taalwetgeving en de omzendbrief-Peeters. Dezelfde dag stelde Marino Keulen dat hij een van de vier burgemeesters, die tot de Franstalige christendemocraten cdH behoort, zou benoemen, omdat ze zich inschikkelijk toonde, maar de drie andere burgemeesters van het FDF niet. Dat verstarde meteen de houding van FDF-kopstuk Olivier Maingain binnen het kartel MR.
Om de regeringsonderhandelingen uit het slop te halen vroegen de vier Franstalige partijen een dag later een onderhandelde oplossing voor Brussel-Halle-Vilvoorde. Het voorstel kon op weinig begrip rekenen bij de Vlaamse partijen. Op 22 november diende de Vlaams Belang-fractie in de Kamer een voorstel tot resolutie in tot algehele ontbinding van de Belgische staat met het oog op de verlening van onafhankelijkheid aan het soevereine Vlaamse en Waalse volk. Een meerderheid van de aanwezige Kamerleden stemde het voorstel weg, uitgezonderd drie N-VA- en drie CD&V-kamerleden die zich onthielden. Het wegstemmen werd door de Franstalige pers gezien als een verzoenend gebaar. Diezelfde dag herhaalde N-VA haar eis van een overheveling van belangrijke sociaal-economische bevoegdheden naar de gewesten en gemeenschappen. Op 25 november overhandigde Leterme een institutionele nota aan CD&V, Open Vld, MR en cdH, die werd goedgekeurd door deze partijen, maar door N-VA werd verworpen. Die laatste partij diende allerlei amendementen in, zonder welke ze niet in een regering kon stappen. Leterme paste vervolgens zijn nota aan om N-VA tegemoet te komen, maar zijn definitieve voorstellen werden door de Franstalige partijen verworpen.
Op 30 november stelde Leterme een ultimatum aan de oranje-blauwe partijen. Ze dienden tegen 1 december ja of nee te antwoorden op drie concrete vragen:
- Wilden de partijen deelnemen aan een conventie die over een staatshervorming zou onderhandelen?
- Kon deze staatshervorming met een tweederdemeerderheid gestemd worden zonder verdere voorwaarden, waardoor bijvoorbeeld een veel grotere meerderheid aan Vlaamse kant daarmee kon instemmen ?
- Mogen de deelstaten fiscale stimuleringsmaatregelen toekennen aan bedrijven?

Het kartel CD&V/N-VA, MR en Open Vld antwoordden ja op de vragen van de formateur. CdH weigerde te antwoorden en zei dat ze op 25 november al haar akkoord had gegeven aan de institutionele nota van Leterme, die volgens de partij alleen op vraag van N-VA was aangepast. Hierdoor liep het ultimatum af op een sisser. Bijgevolg ging Leterme opnieuw naar de koning met de vraag om ontheven te worden van zijn formateursopdracht. De koning aanvaardde het ontslag. Daardoor zat de formatie weer in het slop. Het was nu wachten op een nieuw initiatief van Albert II.

### Informateur en formateur Guy Verhofstadt (3 december - 21 december 2007)

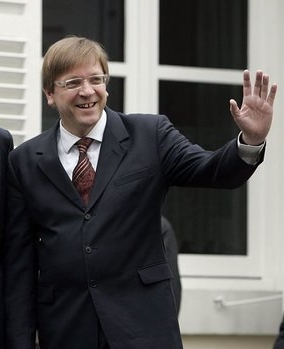
Guy Verhofstadt.

Op 3 december gaf Koning Albert II aan de aftredende regering-Verhofstadt II meer bevoegdheden, in afwachting van een oplossing van de politieke crisis en het aantreden van een nieuwe regering. Concreet was er sprake van een uitbreiding van de afhandeling van zeer dringende lopende zaken zonder de vorming van een nieuwe regering op de lange baan te schuiven. Deze tijdelijke constructie kon werk maken van dringende dossiers in overleg met de oppositie aangezien paars geen meerderheid meer had in de Kamer (langs Vlaamse kant slechts 32 van de 88 zetels). Daarbij zou het initiatief kunnen uitgaan van de regering of van het parlement zelf. Desgevraagd verklaarde CD&V voorzitter Jo Vandeurzen de dag daarop dat alvast zijn partij bereid was mee te zoeken naar een oplossing voor dringende dossiers. Daarbij was Jo Vandeurzen verheugd dat ook de opdracht staatshervorming in het opgelegde takenpakket vervat zat.
Er bestaat evenwel geen wettekst over wat precies lopende zaken inhoudt, wel vormde er zich rechtspraak over. De Raad van State stipuleerde drie niveaus: dringende zaken, zaken van dagelijks bestuur en de voortzetting van dossiers waarvan de eigenlijke beleidsbeslissing veel eerder is genomen.
De zittende regering zou ook op zoek gaan naar oplossingen voor de communautaire thema's en een consensus proberen te vinden voor de staatshervorming. Op 10 december werd die opdracht uitgebreid en kreeg Verhofstadt de taak om een interim-regering te vormen, die drie maanden in functie zou blijven.
Op dezelfde dag raakte bekend dat aftredend premier Guy Verhofstadt van de koning de opdracht kreeg om "op zeer korte termijn te informeren hoe de huidige impasse kan worden doorbroken en daartoe alle nodige contacten te leggen". Op 10 december werd zijn opdracht uitgebreid en diende hij zo snel mogelijk een interim-regering te vormen, die drie maanden in functie zou blijven en die het vertrouwen van het parlement zou krijgen. Op die manier kon de regering beslissingen nemen die het kader van de lopende zaken overstegen en kwam er meer ruimte om een grondige staatshervorming te onderhandelen.
De volgende dagen werd besproken welke partijen tot de interim-regering zouden toetreden. Er was sprake van een mogelijke toetreding van PS tot de regering, die tot dan toe uit de onderhandelingen werd gehouden, wat door MR in eerste instantie vijandig werd onthaald. Uiteindelijk gingen vijf partijen akkoord om toe te treden tot de interim-regering: aan Vlaamse kant waren dat CD&V en Open Vld, aan Franstalige kant traden MR, PS en cdH toe tot de regering. Met de steun van de Kamerleden van N-VA beschikte de toekomstige regering over 101 van de 150 Kamerleden, een nipte tweederdemeerderheid om eventueel institutionele hervormingen goed te keuren.
Op 17 december werd Verhofstadt benoemd tot formateur met de bedoeling op korte termijn een interim-regering "Verhofstadt III" op de been te brengen die tot 23 maart 2008 kon fungeren. Daarna zou Leterme het overnemen. Het was de bedoeling dat deze interim-regering zich op de belangrijkste lopende zaken zou richten. Tijdens deze interim-regeringsperiode zou er ten behoeve van de vorming van een definitieve regering verder onderhandeld worden over sociaal-economische en staatshervormingsaangelegenheden. Daartoe zou de zogenaamde Groep van Twaalf in het leven geroepen worden. Dit was een werkgroep, onder voorzitterschap van Yves Leterme, die de contouren van de volgende staatshervorming moest uittekenen.

Op 20 december stemden de partijcongressen over deelname aan de regering. CD&V, Open Vld, PS, MR en cdH keurden de deelname aan de interim-regering zonder problemen goed. Ook N-VA gaf haar vertrouwen aan de regering, maar besloot geen ministers te leveren. Op vrijdag 21 december 2007 legde de interim-regering Verhofstadt III de eed af.

## Communautaire onderhandelingen na de formatie van 2007

### Groep van Twaalf (onderhandeling eerste pakket)
Op 15 januari 2008 kwam de Groep van Twaalf voor het eerst samen. Op 25 januari en 1 februari werden de gewest- en gemeenschapsregeringen uitgenodigd om hun ideeën over de staatshervorming voor te stellen. Parallel aan de Groep van Twaalf was er een Comité van Wijzen, die de werkzaamheden van de Groep van Twaalf moesten begeleiden en ervoor moesten zorgen dat er een onmogelijke dingen aan bod kwamen. Op 17 februari 2008 kwam dat Comité samen om te onderhandelen over een eerste pakket bevoegdheden die waarschijnlijk zouden overgedragen worden aan de deelstaten. Knelpunt was echter de financiering van het Brussels Hoofdstedelijk Gewest. De Vlaamse partijen waren namelijk geen voorstander van het toekennen van extra financiële middelen aan dat gewest, omdat ze vonden dat het Brussels Hoofdstedelijk Gewest slecht werd beheerd. Bovendien waren de Vlaamse onderhandelaars terughoudend om welke overeenkomst dan ook te ondertekenen voor ze garanties hadden gekregen over het tweede pakket institutionele hervormingen, dat onder andere de regionalisering van de arbeidsmarkt en de fiscaliteit en de afwikkeling van het dossier BHV bevatte.
Op 25 februari 2008 bereikte het Comité van Wijzen een akkoord over het eerste pakket institutionele hervormingen, waarin een aantal federale bevoegdheden met betrekking tot economie, landbouw, telecommunicatie, energie, huisvesting en verkeer werden overgedragen aan de gewesten en gemeenschappen, de deelstaten een betere vertegenwoordiging kregen in  federale bestuursorganen en vice versa en de financiering van het Brussels Hoofdstedelijk Gewest verhoogd werd. Ook werd beslist welke thema's behandeld zouden worden in het tweede pakket institutionele hervormingen, zoals de regionalisering van bepaalde aspecten inzake arbeidsmarkt en het gezins- en gezondheidsbeleid, de hervorming van de Senaat, een versterking van het Overlegcomité tussen de federale staat en de gewesten en gemeenschappen, de invoering van een federale kieskring, het samenvallen van de federale en regionale verkiezingen en een oplossing omtrent de kwestie BHV. De volgende dag werd het akkoord van het Comité van Wijzen goedgekeurd door de Groep van Twaalf. N-VA, de kartelpartner van CD&V, had kritiek op het akkoord, dat op sommige vlakken voorzag van een versterking van het federaal niveau en geen vermelding maakte van de versterking van de fiscale autonomie van de regio's, dat de Vlaamse onderhandelaars tot dan toe altijd als essentieel hadden beschouwd.

### Vorming Leterme I
Nadat was gebleken dat de Groep van Twaalf de onderhandelingen over het tweede pakket institutionele hervormingen niet tijdens de regeerperiode van Verhofstadt III zouden kunnen afgerond worden, werd besloten een nieuwe regering op te starten met de focus op sociaal-economische thema's. In parallel zouden dan de onderhandelingen over een staatsvervorming kunnen blijven doorlopen. Na een week onderhandelen sloten de vijf partijen die deel hadden uitgemaakt van de regering-Verhofstadt III in de nacht van 17 op 18 maart 2008 een regeerakkoord, dat op de vlakte bleef wat het institutionele betrof. Wel werd vermeld dat de regering-Leterme I tegen 15 juli in het parlement een verklaring wilde houden over de inhoud het tweede pakket institutionele hervormingen. Op 19 maart keurden de partijcongressen het regeerakkoord goed. N-VA besloot zoals bij de regering-Verhofstadt III uit de regering te blijven, maar zou ze wel steunen. Op 20 maart 2008 legden de ministers en staatssecretarissen van de regering-Leterme I de eed af. Op 22 maart gaf het parlement het vertrouwen aan de regering-Leterme.

### Groep van Twaalf (onderhandeling tweede pakket)
Op 3 juni 2008 werden de onderhandelingen over het tweede pakket institutionele hervormingen hervat. Aan deze onderhandelingen nam oppositiepartij sp.a niet meer deel. Bij de besprekingen werd beslist om het werk van de hernieuwde Groep van Twaalf te verdelen onder twee technische werkgroepen; de ene moest zich bezighouden met het dossier BHV, de andere moest zich buigen over de overige hervormingen die in het tweede pakket werden voorzien. Deze werkgroepen werden bijgestaan door een stuurgroep die bestond uit 12 leden, die de gesprekken in goede banen moesten leiden.
De onderhandelingen verliepen zeer moeizaam en over het dossier BHV werd geen vooruitgang geboekt. Bovendien diende het akkoord rond het eerste pakket institutionele hervormingen  herschreven te worden, nadat de Raad van State een pak bezwaren had geuit. In het weekend van 13 en 14 juli 2008 stelde premier Leterme voor om ook de gewesten en gemeenschappen bij de communautaire onderhandelingen te betrekken en een dialoog van gemeenschap tot gemeenschap op te starten. Het kartel CD&V/N-VA was sceptisch over de slaagkansen van deze dialoog, maar wilde wel deelnemen op voorwaarde dat deze dialoog zouden voorgezeten door Kris Peeters en Rudy Demotte, minister-president van de Vlaamse en Franse Gemeenschapsregering. De Franstalige partijen weigerden in te stemmen met dat voorstel, omdat daarmee volgens hen onvoldoende rekening werd gehouden met het feit dat België uit drie gemeenschappen en gewesten bestond en wilden dat de dialoog aan Franstalige kant zou worden voorgezeten door federaal vicepremier Didier Reynders. Als gevolg hiervan besloot de Vlaamse Regering zich voorlopig niet uit te spreken over het voorstel van Leterme. Tegelijk dreigde N-VA het kartel met CD&V op te blazen als de institutionele onderhandelingen zouden worden stopgezet.

### Bemiddelaars Raymond Langendries, François-Xavier de Donnea en Karl-Heinz Lambertz (17 juli - 19 september 2008)
|                                                   |  |  |
| François-Xavier de Donnea en Karl-Heinz Lambertz. |  |  |

In de nacht van 14 op 15 juli 2008 bood Leterme het ontslag van zijn regering aan. Vervolgens ontving de koning de ministers-presidenten van de deelstaten, waarna hij op 17 juli drie bemiddelaars aanstelde: oud-Kamervoorzitter en Europees Parlementslid Raymond Langendries (cdH), oud-minister en voormalig Brussels minister-president François-Xavier de Donnea (MR) en Duitstalig minister-president Karl-Heinz Lambertz (Sozialistische Partei). Dezelfde dag weigerde hij het ontslag van de regering-Leterme, die zich vanaf dan op de sociaal-economische dossiers concentreerde. De bemiddelaars kregen tot 31 juli de tijd om te bepalen hoe en onder welke voorwaarden de communautaire dialoog tussen de gemeenschappen van België het best werd gevoerd. Langendries, De Donnea en Lambertz voerden gesprekken met de verschillende partijvoorzitters, ook die van oppositiepartijen sp.a, Ecolo en Groen!, en op 31 juli gingen ze naar het Paleis met de boodschap dat de partijen bereid waren om voor het begin van het parlementaire jaar een dialoog van gemeenschap tot gemeenschap aan te vatten. De onderhandelaars zouden gedurende de maand augustus hierover discrete contacten leggen en tegen half september een rapport overhandigen aan de koning. N-VA was teleurgesteld over het tussentijdse rapport van de bemiddelaars en stelde een ultimatum: als er tegen 21 september geen vooruitgang werd geboekt, zou de partij het vertrouwen in de regering opzeggen.
Begin september 2008 zetten de bemiddelaars hun consultaties verder. Op 8 september werd Vlaams minister-president Kris Peeters ontvangen, die instemde met het opstarten van een dialoog van gemeenschap tot gemeenschap, op voorwaarde dat rekening gehouden werd met een aantal eisen: geen uitbreiding van het Brussels Hoofdstedelijk Gewest, geen nieuwe faciliteiten die zou worden toegekend aan de Franstaligen in de Vlaamse Rand, geen aanpassingen aan de taalwetten en de Franse Gemeenschap mocht geen zeggenschap krijgen over het beleid in de Vlaamse faciliteitengemeenten. Deze dialoog moest plaatsvinden tussen de twee grote taalgemeenschappen in het land en de regeringen van deze gemeenschappen mochten zelf hun vertegenwoordigers aanduiden. De gesprekken moesten tegen de regionale verkiezingen van juni 2009 resultaten hebben opgeleverd. Op 9 september 2008 verklaarden de Franstalige partijen zich akkoord met het voorstel van Peeters en op 16 en 18 september werd de samenstelling van respectievelijk de Vlaamse en Franstalige delegatie bekendgemaakt. De Vlaamse regering besloot het rapport van de bemiddelaars af te wachten vooraleer een definitieve beslissing te nemen over hun deelname aan de dialoog.
Op 19 september overhandigden bemiddelaars Langendries, De Donnea en Lambertz hun eindrapport aan koning Albert. Ze stelden dat de communautaire dialoog onderhandelingen zouden beginnen die moesten leiden tot een grondige en evenwichtige staatshervorming die leidt tot een verschuiving van het institutionele zwaartepunt naar de deelstaten, met name door hen meer autonomie, bevoegdheden en verantwoordelijkheden te geven, zonder daarbij de transfers tussen de deelstaten in twijfel te trekken. Ze voegden eraan toe dat de dialoog zou vertrekken van een wit blad, zonder taboes of randvoorwaarden, en zelf haar werkwijze, agenda en het tempo van haar werkzaamheden zou bepalen. De bedoeling was om tegen de regionale verkiezingen van juni 2009 partiële akkoorden af te sluiten en eventueel ter stemming te brengen in de betrokken parlementen. Om het dossier BHV te lossen zou later een andere overlegstructuur worden opgezet. Ten slotte stelden de bemiddelaars dat het, om het succes van de dialoog te verzekeren, vereist was dat iedereen acties ondernam die het vertrouwen aan de onderhandelingstafel moesten herstellen, bijvoorbeeld door enkele gevoelige dossiers te deblokkeren (waarbij dan vooral werd gekeken naar het dossier van de niet-benoeming van de burgemeesters van Linkebeek, Kraainem en Wezembeek-Oppem).
Het partijbestuur van N-VA verwierp het rapport van de bemiddelaars, omdat het weigerde om de transfers tussen de deelstaten in twijfel te trekken en er niet werd gesproken over onaantastbaarheid van de taalgrens. De partij had ook geen vertrouwen in de slaagkansen van de communautaire dialoog, zeker niet nadat MR-voorzitter Didier Reynders in een interview had gezegd dat er zeker geen communautair akkoord zou komen voor de regionale verkiezingen van juni 2009. Op 21 september besliste de partij om niet deel te nemen aan de communautaire dialoog en haar vertrouwen in de regering-Leterme op te zeggen. In tegenstelling tot N-VA besloot CD&V wel deel te nemen aan de dialoog en een dag later stemde de Vlaamse Regering in met deelname aan de gesprekken, hetgeen het einde betekende van het kartel tussen CD&V en N-VA. Hierdoor beschikte de regering-Leterme I niet meer over een  meerderheid in de Nederlandstalige taalgroep in de Kamer en ook niet meer over een tweederdemeerderheid.

### Communautaire dialoog en vorming van de regering-Van Rompuy en de regering-Leterme II

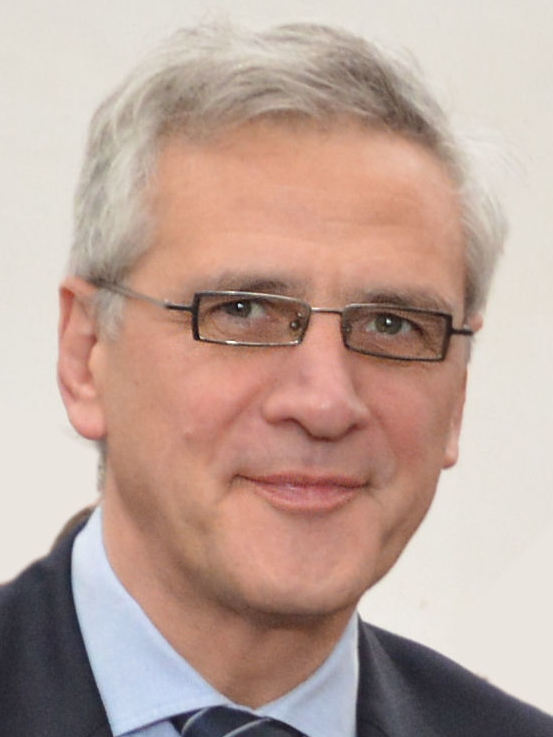
Kris Peeters.

Op 8 oktober 2008 ging de communautaire dialoog van start. Zoals bij eerdere pogingen om een nieuwe staatshervorming te bekomen verliepen de gesprekken moeizaam. Toen Vlaams minister van Binnenlands Bestuur Marino Keulen op 24 november opnieuw weigerde om de kandidaat-burgemeesters van Linkebeek, Kraainem en Wezembeek-Oppem officieel te benoemen,  besloten de Franstalige partijen voorlopig niet meer deel te nemen aan de dialoog, omdat ze vragen hadden bij de rol van Kris Peeters in dit besluit. Die verkondigde twee dagen later achter de beslissing van zijn minister te staan en dat hij niet van plan was om de resultaten van de communautaire dialoog te koppelen aan een oplossing met betrekking tot dit dossier.
In december 2008 viel de regering-Leterme I over de zaak Fortis, waarbij Leterme en minister van Justitie Jo Vandeurzen ervan werden beschuldigd de rechterlijke macht onder druk te hebben gezet en dus de scheiding der machten te hebben geschonden. Op 22 december aanvaardde de koning het ontslag van de regering en stelde hij oud-premier Wilfried Martens aan als verkenner. Nadat die Herman Van Rompuy bereid had gevonden om Leterme op te volgen als premier, werd Van Rompuy op 28 december 2008 aangesteld tot formateur en twee dagen later legde de regering-Van Rompuy de eed af, die dezelfde partijen bevatte als de regering-Leterme I.
Op 7 januari 2009 maakte Vlaams minister-president Kris Peeters duidelijk dat hij geen nieuwe garanties zou vragen om de communautaire dialoog te hervatten en dat hij hoopte dat de dialoog zo snel mogelijk tot partiële akkoorden zou komen. Ook voegde hij eraan toe dat, als er binnen de dialoog onderhandelingen over BHV zouden starten, de Vlaamse Regering  daar niet aan zou deelnemen. Op 10 februari en 3 maart 2009 kwam inderdaad een werkgroep bijeen die over BHV zou onderhandelen, maar die moest haar werkzaamheden al snel opschorten, omdat het niet was gelukt om de communautaire dialoog opnieuw op te starten. Op 13 februari had Kris Peeters nog een reeks voorstellen gedaan om tot partiele akkoorden te komen, maar die waren op het veto van de Franstaligen gestoten. Drie dagen later besloot de Vlaamse viceminister-president dat de communautaire dialoog geen zin meer had, nadat Didier Reynders had herhaald dat er voor de regionale verkiezingen van juni 2009 geen institutionele akkoorden, zelfs geen partiële, zouden worden gesloten.
Na de regionale verkiezingen van juni 2009 en de daaropvolgende vorming van de regionale regeringen werden de communautaire besprekingen niet meteen hervat. Op 25 november 2009 liep de regering-Van Rompuy ten einde, aangezien Herman Van Rompuy tot voorzitter van de Europese Raad werd benoemd. Vervolgens werd Yves Leterme opnieuw eerste minister. Deze regering, regering-Leterme II, had dezelfde samenstelling als de vorige regering.

### Koninklijk begeleider Wilfried Martens (20 november - 24 november 2009)

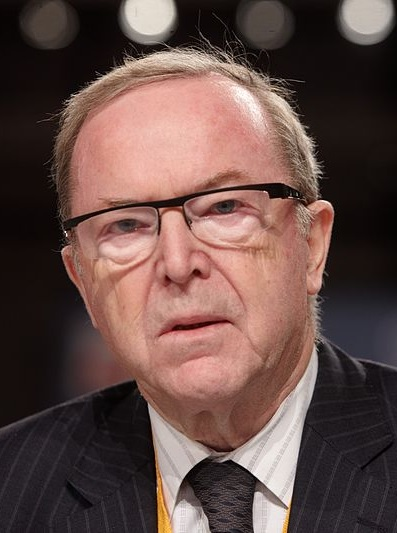
Wilfried Martens.

Enkele dagen voordat Van Rompuy ontslag nam als eerste minister stelde koning Albert II oud-premier Wilfried Martens aan tot koninklijk begeleider, met de opdracht om de onderhandelingen met betrekking de staatshervorming opnieuw vlot te trekken. Martens ontving de voorzitters van de vijf regeringspartijen, de vicepremiers van de regering en Kamervoorzitter Patrick Dewael om uit te zoeken welke onderhandelingsmethode er het best zouden worden toegepast: onderhandelingen tussen de partijvoorzitters, met of zonder de eerste minister, met of zonder een tweede vertegenwoordiger per partij...
Op 24 november 2009 werd een akkoord bereikt. Martens werd door de koning van zijn opdracht als koninklijk begeleider ontheven en Jean-Luc Dehaene, tevens oud-premier, werd aangesteld tot koninklijk ontmijner. Dehaene moest aan de eerste minister en de voorzitters van de regeringspartijen inhoudelijke voorstellen doen die de basis zouden vormen voor onderhandelingen over het oplossen van de institutionele problemen en dan met name het dossier BHV. Het doel was om tegen Pasen (4 april) 2010 een akkoord te bereiken.

### Koninklijk ontmijner Jean-Luc Dehaene (24 november 2009 - 20 april 2010)
Van december 2009 tot maart 2010 voerde Dehaene voornamelijk bilaterale gesprekken met de voorzitters van de regeringspartijen en ook die van oppositiepartijen sp.a, Groen! en Ecolo. Eind maart 2010 kwam opnieuw tot spanningen aan de onderhandelingstafel, nadat Vlaams minister van Binnenlands Bestuur Geert Bourgeois (N-VA) weigerde om de waarnemende burgemeesters van Kraainem, Linkebeek en Wezembeek-Oppem officieel te benoemen. Dit leidde tot een forse reactie van Olivier Maingain, de voorzitter van de FDF (de partij waartoe de niet-benoemde burgemeester behoorden en de kartelpartner van MR), die sprak van fascistische praktijken. Verschillende Vlaamse politici waren niet te spreken over deze uitspraak, zeker nadat Didier Reynders weigerde om zich van de uitlatingen van Maingain te distantiëren.
De spanningen rond de communautaire onderhandelingen bleven toenemen, terwijl Dehaene de deadline van zijn opdracht steeds dichterbij zag komen. Eind maart maakte Dehaene in een perscommuniqué duidelijk dat er oplossing bereikt moest worden voor het einde van de paasvakantie, die pas na Pasen begon, en dat ook oppositiepartijen sp.a, Groen en Ecolo zouden deelnemen aan de gesprekken van alle partijvoorzitters samen.

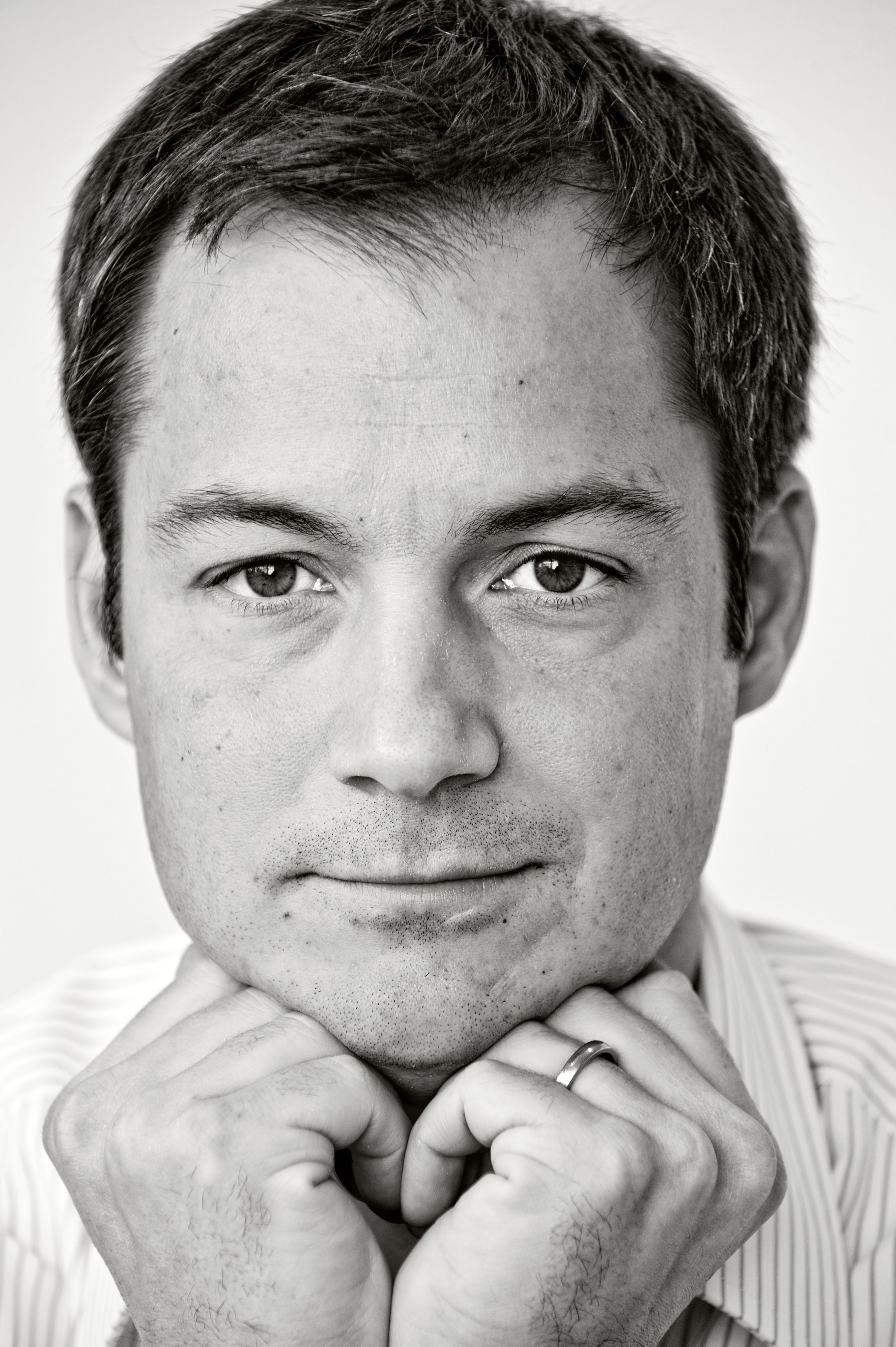
Alexander De Croo.

Op 19 april 2010 vroeg Dehaene aan premier Leterme om de voorzitters van de meerderheidspartijen bij te roepen, net als die van Ecolo en Groen, zodat hij hen een inhoudelijk voorstel omtrent BHV kon voorleggen. Nadat hij zijn voorstellen mondeling had toegelicht, diende Dehaene op 20 april zijn ontslag in als koninklijk ontmijner. Vervolgens kwam premier Leterme opnieuw aan zet, die een dag later een nieuwe onderhandelingsronde organiseerde. Dezelfde dag kwam Open Vld-voorzitter Alexander De Croo met een ultimatum: als er tegen de volgende dag geen oplossing in het dossier BHV was gevonden, zou de partij het vertrouwen in de regering opzeggen. Op 22 april voegde De Croo de daad bij het woord, waarna Leterme niets anders kon dan het ontslag van zijn regering aan te bieden.

### Val van de regering-Leterme II
Op 24 april werd vicepremier en MR-voorzitter Didier Reynders door de koning aangesteld als institutioneel bemiddelaar. Hij moest ervoor zorgen dat Open Vld opnieuw zou deelnemen aan de onderhandelingen over BHV. Dit lukte niet, op 26 april merkte Alexander De Croo op dat er onvoldoende politieke wil was om tot een akkoord te komen en dat de Franstaligen de voorstellen van Dehaene in vraag stelden. Als gevolg hiervan aanvaardde de koning het ontslag van de regering-Leterme II. Het parlement werd ontbonden en er werden nieuwe verkiezingen geschreven, die op 13 juni 2010 plaatsvonden.